# Neometra acanthaster
Neometra acanthaster is een haarster uit de familie Calometridae.
De wetenschappelijke naam van de soort werd in 1908 gepubliceerd door Austin Hobart Clark.